# Sorbonne Universités
Pour l’article ayant un titre homophone, voir Sorbonne Université.
Pour les autres utilisations du mot Sorbonne, voir Sorbonne (homonymie).
Sorbonne Universités est une Communauté d'universités et établissements (COMUE) créée en 2010 et dissoute en 2017 dont les domaines académiques étaient variés : sciences, médecine, sciences humaines et sociales, ingénierie et administration. 
Elle rassemblait l'université Paris-Sorbonne et l'université Pierre-et-Marie-Curie, qui ont fusionné en 2018 pour former Sorbonne Université, l’université de technologie de Compiègne, des grandes écoles comme l’INSEAD et des organismes de recherche comme le Muséum national d'histoire naturelle, le CNRS, l’Institut national de recherche en informatique et en automatique, l’INSERM et l’Institut de recherche pour le développement, ainsi que onze établissements associés.  
Cette COMUE comptait 55 000 étudiants, dont 5 200 doctorants. 

## Historique

### 2005-2010: premiers rapprochements institutionnels
Sorbonne Universités est l'une des entités qui ont succédé au regroupement Paris Universitas, créé en 2005, à la suite des résultats des universités françaises dans le classement de Shanghai publié pour la première fois cette année-là. L'association était alors centrée autour de l'université Paris-Dauphine, de l'université Pierre-et-Marie-Curie, ainsi que de l'École normale supérieure (ENS) et de l'École des hautes études en sciences sociales (EHESS). Le groupement grandit rapidement et envisagea de se constituer en Pôle de recherche et d'enseignement supérieur (PRES) dès que ce statut fut créé, ce qui lui fut refusé par les autorités de tutelle, sceptiques depuis la fondation de l'ensemble. Au gré des alliances, plusieurs pôles se constituèrent au sein de Paris Universitas, qui finit par prononcer sa dissolution en juin 2010, estimant que son œuvre voyait sa finalité dans la constitution de ces groupements. Sorbonne Universités est l'un d'eux.

### 2010: Création de Sorbonne Universités

logotype en 2010

Le groupement constitué des trois universités Paris-II « Assas », Paris-IV « Paris-Sorbonne » et Paris-VI « Pierre et Marie Curie » a d'abord pris la forme d'une association loi de 1901 lors de l'officialisation de l'établissement, manifestant le désir de se faire appeler « La Sorbonne », ce qui provoqua l'opposition d'autres acteurs de l'enseignement supérieur parisien ainsi que de la mairie de Paris,. Le MESR refusa d'enregistrer un PRES associatif, tandis qu'une opposition menée par la ville de Paris, la Chancellerie des universités de Paris, et les autres universités de la capitale faisait valoir que ce nom était celui d'un bâtiment et d'un héritage commun à l'ensemble de ces institutions. Il ne pouvait donc pas être "confisqué" à cet héritage commun. De la même façon, Bernard Larrouturou, chargé par le MESR d'une mission sur l'avenir des universités parisiennes exprima dans un rapport sa désapprobation face au projet de rapprochement sous la forme d'une Fondation de coopération scientifique. 
Malgré ces difficultés, qui ont retardé la mise en acte de cette alliance, la ministre de l'enseignement supérieur et de la recherche, Valérie Pécresse, a enregistré le PRES le 22 juin 2010.
Dans le cadre du Plan Campus, Sorbonne Universités a fait plusieurs propositions pour lutter contre le morcellement du bâti universitaire parisien. En 2011, le groupement a obtenu une dotation de 130 millions d’euros sur les 700 millions de l’Opération Campus, pour mener plusieurs projets immobiliers. Le plus grand chantier est l'achèvement du campus de Jussieu, presque entièrement pris en charge par l'UPMC et l'Établissement public d'aménagement universitaire de la région Île-de-France (EPAURIF). Au niveau du PRES, il s'agit de pouvoir disposer sur le site de Jussieu de locaux pour un forum des savoirs et pour le futur service de santé mutualisé, d'un incubateur d'entreprises et d'une résidence universitaire. Après trois ans de travaux, la première moitié du nouveau campus a été inaugurée en septembre 2014.

### 2012: signature de l'Initiative d'Excellence (IdEx)
Le grand emprunt a fait des PRES les bénéficiaires privilégiés de l'Initiative d'Excellence (IdEx). Sorbonne Universités a présenté dès 2010 un projet, baptisé SUPER (Sorbonne Universités à Paris pour l'Enseignement et la Recherche). Pré-sélectionné dès la première vague de l'appel d'offres, celui-ci n’a finalement pas été retenu lors du second tour. En 2012, une nouvelle version de l’IdEx SUPER a finalement été sélectionnée à l’unanimité du jury international. Il rassemble 70 projets d’excellence, parmi lesquels :
- Des  Laboratoires d’excellence
- Des  Équipements d'excellence
- Des Instituts hospitalo-universitaires
- Des Instituts de recherche technologique
- Des Sociétés d'accélération du transfert de technologies

### 2012-2015: Recomposition et nouveaux statuts
Après des tensions renouvelées au cours de l'année 2012, le conseil d'administration de l'université de Paris II Panthéon-Assas décide par vote du 13 septembre 2013 de se retirer du PRES Sorbonne universités à la présidence duquel un conseiller d'État venait d'être élu. En novembre 2014 néanmoins, Paris II annonce qu’il rejoint finalement de nouveau Sorbonne Universités en tant que « membre associé », ses projets de rapprochements avec d’autres établissements n’ayant pas abouti.
En 2012, six établissements rejoignent Sorbonne Universités en tant que membres fondateurs : le Muséum national d'histoire naturelle, l’université de technologie de Compiègne, l’Institut européen d'administration des affaires, le Centre national de la recherche scientifique, l’Institut national de la santé et de la recherche médicale  et l’Institut de recherche pour le développement en tant que partenaires de l’Idex Super. 
La loi relative à l'enseignement supérieur et à la recherche de 2013 supprime les PRES et instaure les communautés d’universités et établissements (ComUE). Sorbonne universités rédige ainsi ses nouveaux statuts, approuvés par décret le 10 juin 2015. 
En 2014, l’Inria, le Centre international d'études pédagogiques et le Pôle supérieur d’enseignement artistique Paris Boulogne-Billancourt (PSPBB) rejoignent à leur tour Sorbonne Universités, portant le total des membres fondateurs à onze.
La Comue est dissoute au 1er janvier 2018, mais la fondation est maintenue.
L'Alliance Sorbonne Université, qui fait suite à cette structure de coopération, est composée de Sorbonne Université, le Muséum national d’Histoire naturelle, l'INSEAD, l'université de technologie de Compiègne, le pôle supérieur d’enseignement artistique Paris Boulogne-Billancourt, France Éducation International, ainsi que 4 organismes de recherches.
| Nom            | Titre (durant son mandat)                         | Début de mandat   | Fin de mandat    |
| -------------- | ------------------------------------------------- | ----------------- | ---------------- |
| Louis Vogel    | Président de l'université Panthéon-Assas          | 24 juin 2010      | 31 décembre 2012 |
| Jean Chambaz   | Président de l'université Pierre-et-Marie-Curie   | 1er janvier 2013  | 17 mars 2013     |
| Pierre Grégory | Ancien vice-chancelier des universités de Paris   | 18 mars 2013      | 29 mai 2013      |
| Didier Truchet | Professeur de droit à l'université Panthéon-Assas | 30 mai 2013       | 30 juin 2013     |
| Jean Chambaz   | Président de l'université Pierre-et-Marie-Curie   | 1er juillet 2013  | 5 septembre 2013 |
| Thierry Tuot   | Conseiller d'État                                 | 6 septembre 2013. | en cours         |

## Membres

### Membres fondateurs
Les membres fondateurs sont, dans les statuts de 2015:
- Université Paris-Sorbonne et université Pierre-et-Marie-Curie regroupées depuis dans l'université Sorbonne Université[19].
- Muséum national d'histoire naturelle
- Université de technologie de Compiègne (UTC)
- Institut européen d'administration des affaires (INSEAD)
- Centre national de la recherche scientifique (CNRS)
- Institut national de la santé et de la recherche médicale (INSERM)
- Institut de recherche pour le développement (IRD)
- Institut national de recherche en informatique et en automatique (INRIA)
- Centre international d'études pédagogiques (CIEP)
- Pôle supérieur d’enseignement artistique Paris Boulogne-Billancourt (PSPBB)

### Membres associés
Les établissements associés à Sorbonne Universités sont les suivants.
- Université Panthéon-Assas, associée au titre de l’article L718-16 du code de l’éducation[21]
- Archives nationales
- Centre de formation professionnelle notariale de Paris
- Centre des monuments nationaux
- École de formation professionnelle des barreaux de la cour d'appel de Paris
- École nationale de la magistrature (ENM)
- École navale
- École des officiers de la Gendarmerie nationale
- Écoles de Saint-Cyr Coëtquidan
- Institut national d'histoire de l'art (INHA)

### Le Collège des licences de la Sorbonne
Depuis 2014, un Collège des licences coordonne l’action pédagogique des établissements de Sorbonne Universités, et propose notamment des cursus pluridisciplinaires dans plusieurs domaines. En complément des doubles cursus que peuvent proposer les établissements membres, des doubles licences inter-établissements sont proposées entre l’UPMC et l’université Paris-Sorbonne. Elles offrent la diplomation dans les deux universités en :
- Sciences et histoire
- Sciences et musicologie
- Sciences et philosophie
- Sciences et chinois
- Sciences et allemand

Sur le modèle des universités américaines, Sorbonne Universités a également mis en place un système de majeure-mineure à l’université Pierre-et-Marie-Curie. Le système s’appliquera progressivement à l’université Paris-Sorbonne à partir de la rentrée 2015.
En partenariat avec l’INSEAD, un complément de formation professionnalisant en management des affaires est également proposé aux étudiants et doctorants.

### Le Collège doctoral de la Sorbonne

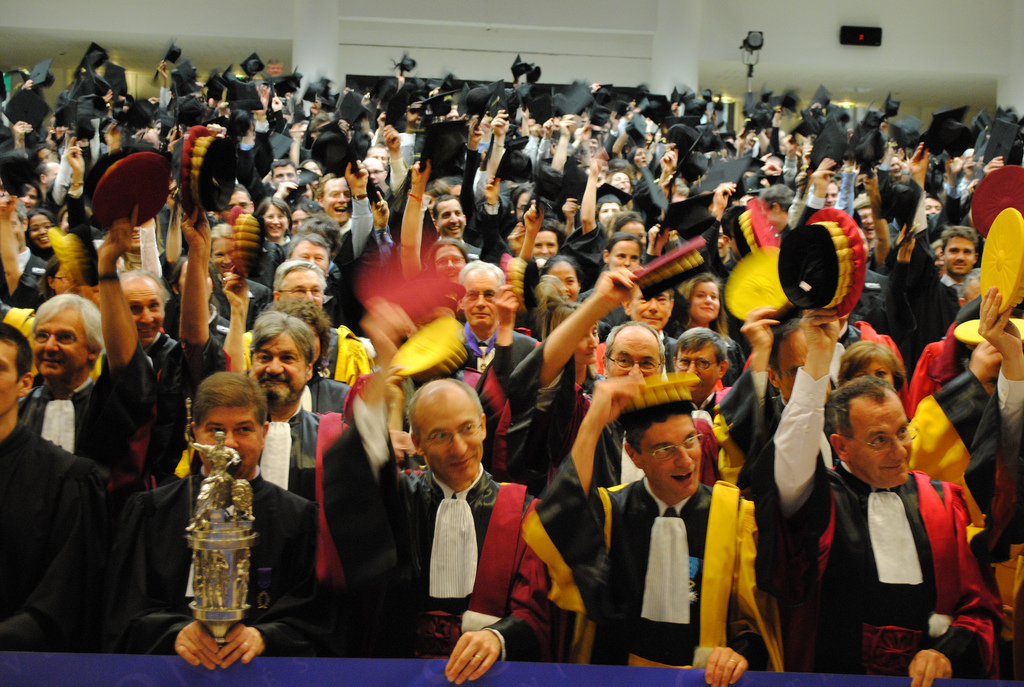
Remise des diplômes de docteurs de Sorbonne universités le 14 mai 2011.

Parallèlement à la mutualisation des moyens et des programmes de niveau licence, la délivrance d'un diplôme honorifique pour le doctorat, sous le même nom de « Sorbonne Université » pour toutes les écoles doctorales, quel que soit le domaine, est effective depuis 2010.
Ce diplôme permet de valoriser et rapprocher les compétences des docteurs et chercheurs des universités et grandes écoles qui composent le groupement et, à terme, la future université.
Le Collège doctoral de la Sorbonne, formé en 2013, coordonne l’action de l’ensemble des 25 écoles doctorales, et développe depuis 2014 une offre de formation doctorale interdisciplinaire via la signature de contrats doctoraux entre les différents établissements membres.
| Domaines                          | École doctorale                                             | Établissement de tutelle                                   |
| --------------------------------- | ----------------------------------------------------------- | ---------------------------------------------------------- |
| Énergie, matière, univers         | Chimie physique & chimie analytique de Paris centre         | Sorbonne Université                                        |
| Énergie, matière, univers         | Physique et chimie des matériaux                            | Sorbonne Université                                        |
| Énergie, matière, univers         | Chimie moléculaire de Paris centre                          | Sorbonne Université                                        |
| Énergie, matière, univers         | Astronomie et astrophysique                                 | Sorbonne Université                                        |
| Énergie, matière, univers         | Sciences de la Terre et physique de l'univers               | Sorbonne Université                                        |
| Énergie, matière, univers         | Physique en Ile-de-France                                   | Sorbonne Université                                        |
| Modélisation et ingénierie        | Informatique, télécommunications & électronique             | Sorbonne Université                                        |
| Modélisation et ingénierie        | Sciences mathématiques de Paris centre                      | Sorbonne Université                                        |
| Modélisation et ingénierie        | Sciences mécaniques, acoustique, électronique et robotique  | Sorbonne Université                                        |
| Modélisation et ingénierie        | Sciences pour l'ingénieur                                   | Université de technologie de Compiègne                     |
| Terre vivante et environnement    | Sciences de l’environnement                                 | Sorbonne Université                                        |
| Terre vivante et environnement    | Géosciences, ressources naturelles et environnement         | Sorbonne Université                                        |
| Terre vivante et environnement    | Sciences de la Nature et de l'Homme : évolution et écologie | Sorbonne Université - Muséum national d'histoire naturelle |
| Vie et santé                      | Cerveau, cognition, comportement                            | Sorbonne Université                                        |
| Vie et santé                      | Santé publique & sciences de l’information biomédicale      | Sorbonne Université                                        |
| Vie et santé                      | Physiologie, physiopathologie et thérapeutique              | Sorbonne Université                                        |
| Vie et santé                      | Complexité du vivant                                        | Sorbonne Université                                        |
| Histoire-Géographie               | École doctorale de géographie de Paris                      | Sorbonne Université                                        |
| Histoire-Géographie               | Histoire de l’art et archéologie Paris-Sorbonne             | Sorbonne Université                                        |
| Histoire-Géographie               | Histoire moderne et contemporaine                           | Sorbonne Université                                        |
| Histoire-Géographie               | Mondes anciens et médiévaux                                 | Sorbonne Université                                        |
| Langues, lettres et civilisations | Littératures françaises et comparée                         | Sorbonne Université                                        |
| Langues, lettres et civilisations | Civilisations, cultures et sociétés                         | Sorbonne Université                                        |
| Langues, lettres et civilisations | Concepts et Langage                                         | Sorbonne Université                                        |
| Management                        | INSEAD PhD program in management                            | INSEAD                                                     |

Afin de marquer les relations qui lient les doctorants entre eux, une cérémonie de remise des diplômes est organisée depuis 2011, chaque année, à Paris.

### La recherche
Pour renforcer le poids de ses structures de recherche sur la scène internationale, Sorbonne Universités a mis en place plusieurs programmes de recherche, comme le Programme Convergence, dont l’objectif commun est de consolider et d’ouvrir de nouveaux champs de recherche. Signe de cette volonté d’interdisciplinarité, quatre chaires thématiques associant plusieurs établissements du groupement ont été créées autour de nouveaux domaines de recherche :
- Une chaire d’humanités numériques, étudiant l’usage des technologies numériques dans les sciences humaines
- Une chaire d’étude de polychromie des sociétés
- Une chaire d’e-santé organisée autour des outils biomédicaux
- Une chaire de reconstruction cranio-faciale en 3D

Sorbonne Universités a également développé une politique de partenariats dans le monde, afin de consolider sa présence à l’international. Dans ce cadre, des programmes de recherche bilatéraux ont été signés en Chine avec le en:China Scholarship Council et au Brésil avec la Fondation d’Aide à la Recherche de l’État de Rio de Janeiro.

### La documentation: les centres d'apprentissage (learning centers)
Le PRES a également manifesté son intérêt pour la mise en place de nouvelles structures documentaires en son sein sous la forme de centres d'apprentissage  (learning centers). À l'exemple de celui de l'université polytechnique de Lausanne, il s'agit de concentrer sur un même site des fonds documentaires, des outils de travail, des services et des lieux de sociabilité à disposition des étudiants. Deux de ces structures sont intégrées aux cahiers des charges des travaux de rénovation menés actuellement sur les campus de Jussieu et d'Assas. Un troisième doit s'installer dans les murs de l'Inspé de Paris. Dans le cadre de la collaboration entre les trois universités, il s'agit de mettre en place une de ces structures au sein de chacun des trois membres fondateurs et de l'ouvrir à l'ensemble de leurs étudiants.

### Vie étudiante

Concert du COSU à Paris, en mars 2014.

Dans le cadre de ses missions, Sorbonne Universités s’est fixé l’objectif d’améliorer les conditions de vie et de mutualiser les activités associatives de l’ensemble des étudiants. Plusieurs associations et projets inter-étudiants ont ainsi vu le jour.

#### Vie associative
Sorbonne Universités offre un soutien financier aux associations et initiatives étudiantes rassemblant les étudiants des établissements membres, parmi lesquelles :
- L’association Doc’Up, fondée en 2006, association représentative qui fédère les doctorants de Sorbonne Universités. Elle a pour mission de défendre les droits des doctorants au sein des assemblées représentatives et de les aider à valoriser leur formation[33]. À cet effet, l’association anime depuis 2007 un festival de très courts métrages de vulgarisation scientifique baptisé « Les chercheurs font leur cinéma »[34].
- L'association Débattre en Sorbonne incitant les étudiants à découvrir les enjeux du monde contemporains par le biais de conférences, de réflexions et de débats.
- Depuis 2014, le festival de musique Imaginarium, fondé par des étudiants de l’université de technologie de Compiègne[35].

À l’occasion des rentrées universitaires, plusieurs initiatives étudiantes sont également soutenues par Sorbonne Universités :
- Le rallye inter-universitaire Les Sorbonnales, qui rassemble l’ensemble des étudiants du groupement. L’événement a fêté en 2014 sa 6e année[36].
- Une semaine d’accueil des étudiants, baptisée Welcome Week, est organisée depuis 2012 à l’université Pierre-et-Marie Curie[37].

#### Culture
Sorbonne Universités organise depuis 2012 un concours d’art oratoire baptisé « Fleurs d’éloquence », qui oppose l’ensemble des étudiants. L’édition 2015 a rassemblé 150 participants.
Sorbonne Universités dispose d’une formation musicale, le chœur-orchestre Sorbonne Universités (COSU), qui rassemble 250 étudiants, instrumentistes et chanteurs. Dirigé par le chef d’orchestre Vincent Barthe et le chef de chœur Ariel Alonso, le Chœur-Orchestre se produit dans des salles de spectacle, au sein du Grand Amphithéâtre de la Sorbonne et en Europe.

#### Sport
Les différents établissements de Sorbonne Universités, en complément de leurs offres sportives et handisport respectives, ont mutualisé leurs équipements sportifs. Le gymnase du centre sportif Jean-Talbot, rénové en septembre 2014 dans le cadre du plan de rénovation du campus de Jussieu, accueille à ce titre l’ensemble des étudiants de Sorbonne Universités pour les sports en intérieur.

L'équipe de Sorbonne Universités au Championnat du Monde des grandes écoles et universités 2014.

Sorbonne Universités participe à des compétitions sportives inter-universitaires, comme le Challenge du monde des grandes écoles et universités, où le groupement a pris la 3e place au classement général de l’édition 2014. Sorbonne Universités organise également ses propres challenges sportifs inter-établissements.

### Textes réglementaires
- Décret du 22 juin 2010 portant approbation des statuts de la fondation de coopération scientifique « Sorbonne Universités »
- Décret no 2015-664 du 10 juin 2015 portant création de la communauté d'universités et établissements « Sorbonne Universités » et approbation de ses statuts
- Décret no 2017-1710 du 18 décembre 2017 portant dissolution de la communauté d'universités et établissements « Sorbonne Universités »